# Plateau continental (droit)
Pour les articles homonymes, voir Plateau continental.
Pour un article plus général, voir Droit de la mer.

Les zones maritimes du droit international de la mer. (Vue en plan)

Dans cette zone, définie par l'article 76 de la Convention des Nations unies sur le droit de la mer signée en 1982 à Montego Bay, les États côtiers disposent de droits souverains sur l'exploitation des ressources du sol et du sous-sol des fonds marins (notamment sur les ressources en hydrocarbures).

## Définition juridique
Formulé pour la première fois sur le plan juridique, avec la déclaration d'Harry S. Truman (président des États-Unis en 1945), le plateau continental a connu une modification profonde avec la Convention de Montego Bay de 1982. Il est défini comme: « le lit de la mer et le sous-sol des régions sous-marines adjacentes aux côtes ». En d'autres termes, le plateau continental d'un État côtier comprend les fonds marins et leur sous-sol qui sont le prolongement naturel de l'espace terrestre dont les limites extérieures sont constituées par le rebord externe de la marge continentale ou bien jusqu'à 200 milles marins des lignes de base, lorsque ce rebord externe se trouve à une distance inférieure. Sa limite coïncide alors avec celle de l'extension maximale de la zone économique exclusive (ZEE), zone dans laquelle l'État côtier dispose du droit d'exploiter toutes les ressources économiques, dans les eaux, sur les fonds et dans le sous-sol. Comme la ZEE, sa limite peut toutefois se situer à moins de 200 milles dans le cas où les côtes de deux États sont adjacentes ou se font face : une délimitation maritime est alors nécessaire pour définir les zones sous la juridiction de chaque État côtier.
Lorsque la marge continentale s'étend au-delà de 200 milles, les États peuvent prétendre exercer leur juridiction soit jusqu'à 350 milles  marins des lignes de base, soit jusqu'à 100 milles de l'isobathe 2 500 mètres, en fonction de certains critères géologiques. En contrepartie, l'État côtier doit contribuer à un système de partage des revenus tirés de l'exploitation des ressources minérales au-delà de la limite des 200 milles, géré par l'Autorité internationale des fonds marins.
Pour prétendre à cette extension, l'État côtier devait constituer un dossier technique et juridique qui devait être déposé avant le mois de mai 2009 devant la Commission des limites du plateau continental (une trentaine de pays sont dans ce cas de figure, dont la France, notamment au titre de ses territoires d'outre-mer).

## En France
Une loi du 30 décembre 1968 encadrait les possibilités d'exploration du plateau continental et d'exploitation de ses ressources naturelles. Elle est désormais remplacée par l'ordonnance no 2016-1687 du 8 décembre 2016.